# Lista de governantes da Região Autónoma da Madeira
Esta é uma lista de governantes da Região Autónoma da Madeira.

## Ministros da República
1. 1976 - 1991 — General Lino Dias Miguel que exerceu funções entre 27 de agosto de 1976 e 31 de outubro de 1991
2. 1991 - 1997 — Almirante Artur Aurélio Teixeira Rodrigues Consolado, nomeado pelo Decreto n.º 273/91, de 27 de novembro, exerceu funções entre 31 de outubro de 1991 e 7 de outubro de 1997, tendo sido exonerado pelo Decreto n.º 278/97, de 2 de dezembro
3. 1997 - 2006 — Juiz Conselheiro Antero Alves Monteiro Diniz que exerceu funções entre 7 de outubro de 1997 e 30 de março de 2006

## Representantes da República
1. 2006 - 2011 — Juiz Conselheiro Antero Alves Monteiro Diniz
2. 2011 - presente — Juiz Conselheiro Ireneu Cabral Barreto

## Presidentes do Governo Regional
1. 1976 - 1978 — Jaime Camacho
  1. I Governo Regional da Madeira
2. 1978 -  2015 — Alberto João Jardim
  1. II Governo Regional da Madeira
  2. III Governo Regional da Madeira
  3. IV Governo Regional da Madeira
  4. V Governo Regional da Madeira
  5. VI Governo Regional da Madeira
  6. VII Governo Regional da Madeira
  7. VIII Governo Regional da Madeira
  8. IX Governo Regional da Madeira
  9. X Governo Regional da Madeira
  10. XI Governo Regional da Madeira
3. 2015 - presente — Miguel Albuquerque
  1. XII Governo Regional da Madeira
  2. XIII Governo Regional da Madeira
  3. XIV Governo Regional da Madeira